# Egmontcrypte
De Egmontcrypte of Egmontgrafkelder is een crypte onder de Onze-Lieve-Vrouw-Hemelvaartkerk op de Markt in de Belgische stad Zottegem.

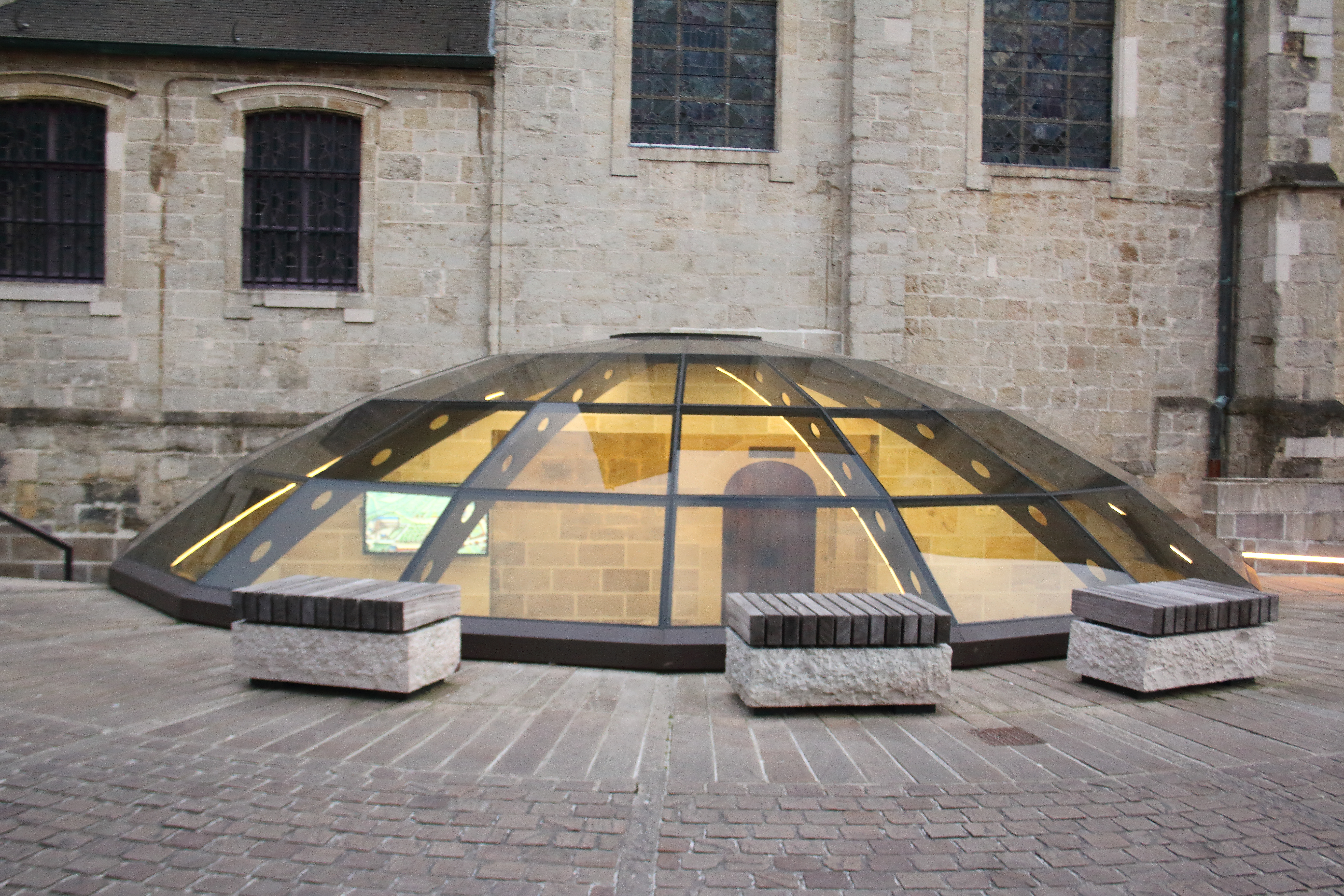
Egmontcrypte in 2020

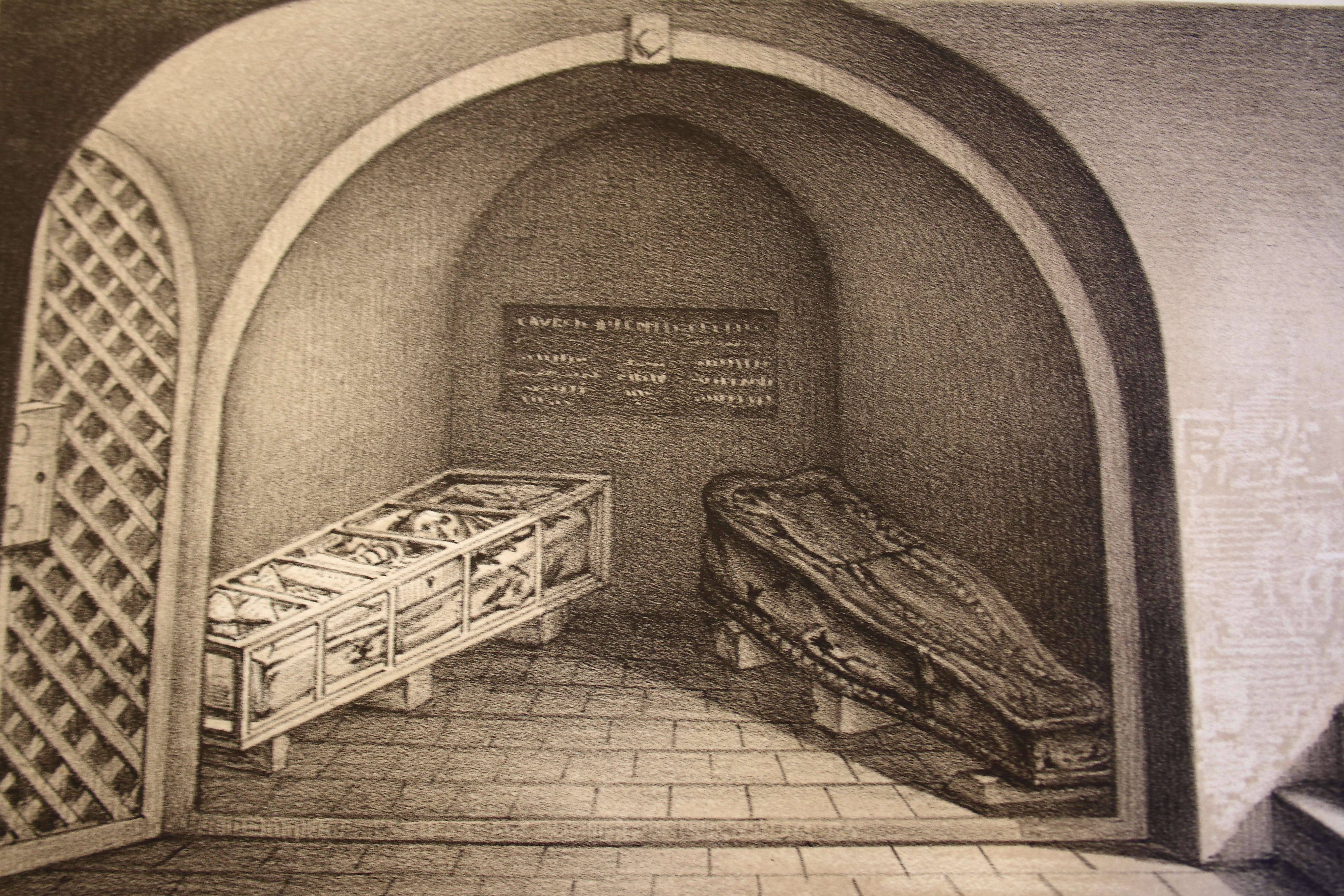
Egmontcrypte in 1869

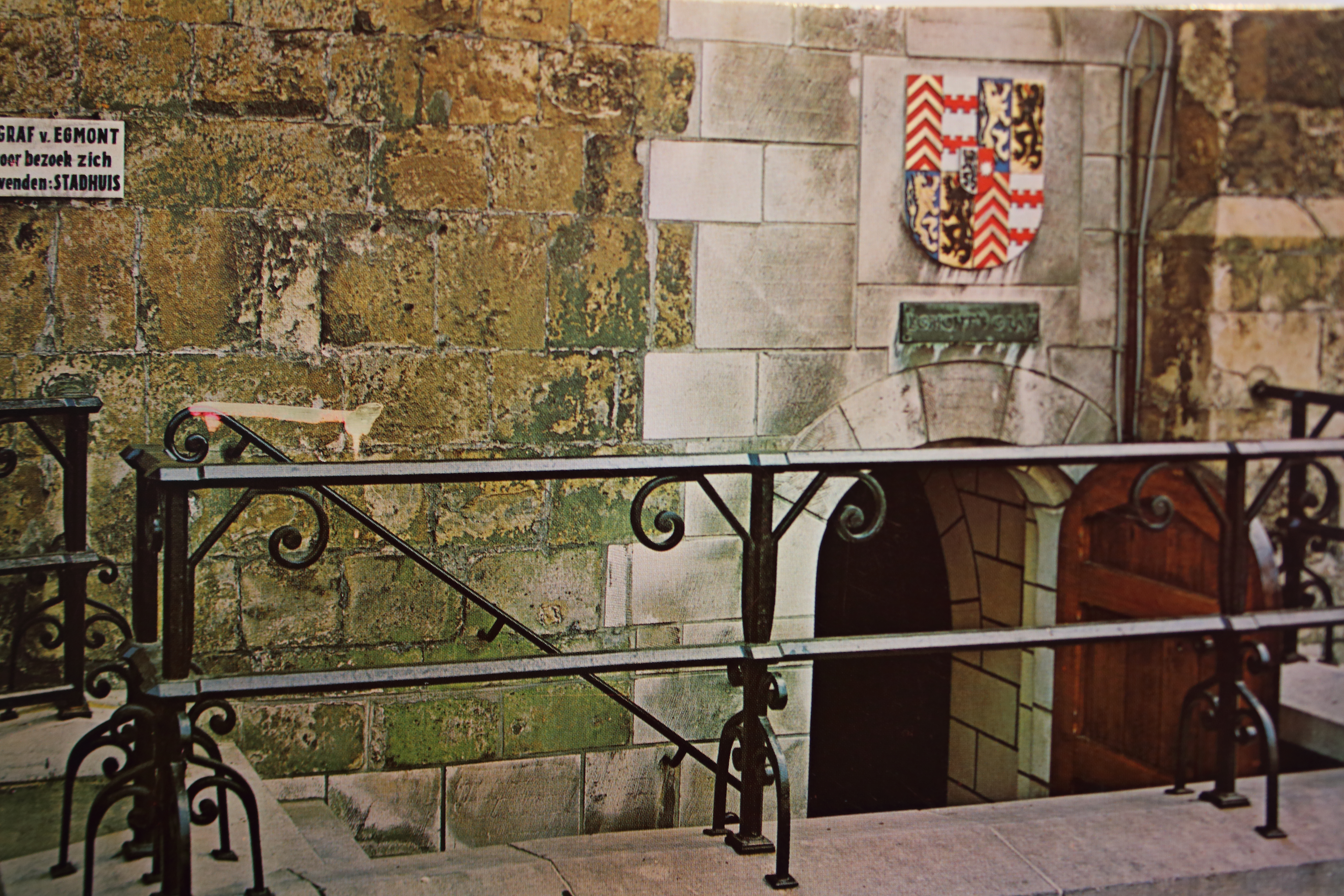
Egmontcrypte in 1984

Lamoraal van Egmont liet rond 1563 een grafkelder bouwen in de Onze-Lieve-Vrouw-Hemelvaartkerk in Zottegem. In die kerk lagen in een familiegraf ook al Jakob (Jacobus) II van Luxemburg-Fiennes (Lamoraals grootvader) († 1517), Francisca van Luxemburg-Gavere (Lamoraals moeder) († 1557) en Isabella van Egmont (Lamoraals zesde kind) († 1557) begraven. In 1561 had Lamoraal er een grafmonument laten maken voor moeder Francisca van Luxemburg
In den choor in die schoone tombe van marbre, albastre en touchesteen, met vier figuren, onder twee en bouen twee, staet geschreven ten voet eynde: Chy gist haute et puissante Dame Madame francoyse de Luxembourg [...] Lamoral d'Egmont prince de Gaure comte d'Egmont leur heritier unicq a fait faire ceste memoire a l'honneur et beneuolene de ces predecesseurs an 1561. Daer staet onder int latine Ladmorael Comes d'Egmonda Princeps de Gaure in haeres unicq parentibus pientiss prolates memoriae ergo h.m.f.c.p. aug. Die 4 1561

Nadat hij in 1568 samen met de graaf van Horne werd onthoofd op last van de hertog van Alva (op bevel van Filips II van Spanje) op de Brusselse Grote Markt werd zijn lichaam bijgezet op 16 juni 1568 in de familiegrafkelder onder het hoogkoor. In het ooggetuigenverslag van de onthoofding uit de Fugger Zeitung staat daarover het volgende te lezen: 
Darnach wurden sie dasgleichen nach 3 Uhrn auch die Heupter jedes in ainem viereckhetten besondern Kistlain in S. Gula Kirche getragen, alda inen die Heupter wider ann die Leib genähet, und von danna der von Egamondt in Sankt Claren, und der von Horn in ain ander Kloster getragen. Hernach gedachter von Egamondt uff seiner Herrschaft Sottegem und der von Horn gegen Werdt gefurdt, unnd allda gepalsamirtt begraben worden.
Johannes Gijsius schrijft in Oorspronck end voort-gang der Neder-landtscher beroerten ende ellendicheden: 
Het lichaem van den grave van Egmont, is na de ghedane uytvaert ghevoert uyt de kercke van S. Claren, ende in sijn stadt Sottigem, in Vlaenderen begraven
. Ook Egmonts echtgenote Sabina van Beieren († 1578) en zijn zonen Filips († 1590) en Karel († 1620) werden bijgezet in de grafkelder. Op de koperen grafplaat van Sabina staat (in het Frans):
Hier rust Sabina, paltsgravin van Beieren, prinses van Gavere, vrouw en echtgenote van de overleden Lamoraal van Egmont, bij leven prins van het genoemde Gavere en graaf van Egmont. Zij overleed te Antwerpen op 19 juli 1578. Bid voor haar zielenheil.
 De grafkelder werd tot in de eerste helft van de 17e eeuw gebruikt. Nadien raakten de graven in vergetelheid.

Op 17 oktober 1804 werden de graven per toeval herontdekt bij herstellingswerken aan het koor van de decanale kerk (werken om de kerk weer gebruiksklaar te maken voor opening (na het Concordaat tussen Napoleon Bonaparte en de katholieke Kerk)). stuitte toen op twee loden kisten. In een eerste kist zaten de schedel en de beenderen van Lamoraal van Egmont. In een tweede kist bevonden zich de resten van Sabina van Beieren en drie loden  kistjes in hartvorm. Daarin zaten de gebalsemde harten van Lamoraal van Egmont en diens zonen Filips en Karel. Na de herontdekking werd een loden plaat toegevoegd waarop (in het Frans) te lezen staat: 
in het jaar XIII van de Franse tijd onder het bewind van keizer Napoleon Bonaparte en Faipoult prefect van het Scheldedepartement hebben pastoor Vander Maeren, burgemeester Van Damme, zijn adjunct De Smet en vrederechter Verniers de graven bezocht en een verslag van hun bevindingen aan de gemeente bezorgd.

In 1857 werden de kisten overgebracht naar een nieuwe grafkelder onder de kerk. Prudens van Duyse schreef in 1857: 
In de looden kist des graefs ligt zijn schedel en verscheidene andere wel bewaerde beenderen; in dat der gravinne berust een schedel zoo uitmuntend bewaerd dat er niets aan ontbreekt dan een enkelen tand van boven, terwijl al de andere gebeenten zich in den besten staet bevinden.
In 1951 werd deze crypte gerenoveerd; de loden kisten werden in bronzen sarcofagen gestopt.
In 1952 werden de skeletten en harten onderzocht door de Gentse professor gerechtelijke geneeskunde Fréderic Thomas. De gebalsemde harten bevonden zich tussen 1952 en 2008 in het rijksarchief van Ronse. In 1954 werd het gebeente van Egmont opnieuw bijgezet in de crypte  nadat het in 1953 in het Museum voor Natuurwetenschappen in Brussel een conserveringsbehandeling had ondergaan. Daarbij werden de beenderen door professor Twiesselman bestudeerd en vergeleken met afbeeldingen van Egmont. De gekliefde halswervel van Egmont bevindt zich sinds 1984 in een schrijn in het stadhuis van Zottegem; in de 'Egmontkamer' van datzelfde stadhuis worden ook de gebalsemde harten van Lamoraal van Egmont en diens zonen Filips en Karel bewaard, net zoals de originele 16de-eeuwse kistplaat van Sabina en de kistplaat uit 1804. In 2011 werd het idee geopperd om Egmont te verplaatsen naar het Egmontkasteel, maar dat plan werd na protest van onder andere de dienst Erfgoed verlaten. Het skelet van Egmont werd in 2011 tijdelijk geëxposeerd in het Museum Kunst & Geschiedenis in Brussel voor de tentoonstelling Tussen hemel en hel. In 2016 werd tijdens de stadskernrenovatie een nieuwe glazen koepelconstructie gebouwd rond de ingang van de grafkelder, naar een ontwerp van de Zottegemse architect Eddy François.
Er werden in 2017 opnames gemaakt in de crypte voor het NTR-programma 80 jaar oorlog met Hans Goedkoop. De schedels van Lamoraal en Sabina werden kortstondig uit de crypte gehaald en naar het UZ Leuven gebracht om er met een CT-scan onderzocht te worden door geneticus Maarten Larmuseau. Uit het onderzoek blijkt dat de verminking aan de neus van Lamoraal niet werd aangebracht door de Spanjaarden vlak na de executie (zoals prof. Twiesselman beweerde), maar pas honderden jaren na de executie. Een 3D-print van beide schedels op basis van de CT-scan bevindt zich in de 'Egmontkamer' van het stadhuis. In 2012 werd het loden hartkistje van Egmont gebruikt door Erwin Olaf voor het Stilleven met het hart van de graaf van Egmond voor in het kasteel van Gaasbeek. Het loden hartkistje van Egmont werd in 2018 tentoongesteld in het Amsterdamse Rijksmuseum ter gelegenheid van de expositie 80 jaar oorlog. In 2021 werden er opnames gemaakt voor de historische documentairereeks Het verhaal van Vlaanderen. Op 2 april 2022 bezocht Catalaans politicus Carles Puigdemont de Egmontcrypte en de Egmontkamer.

## Afbeeldingen

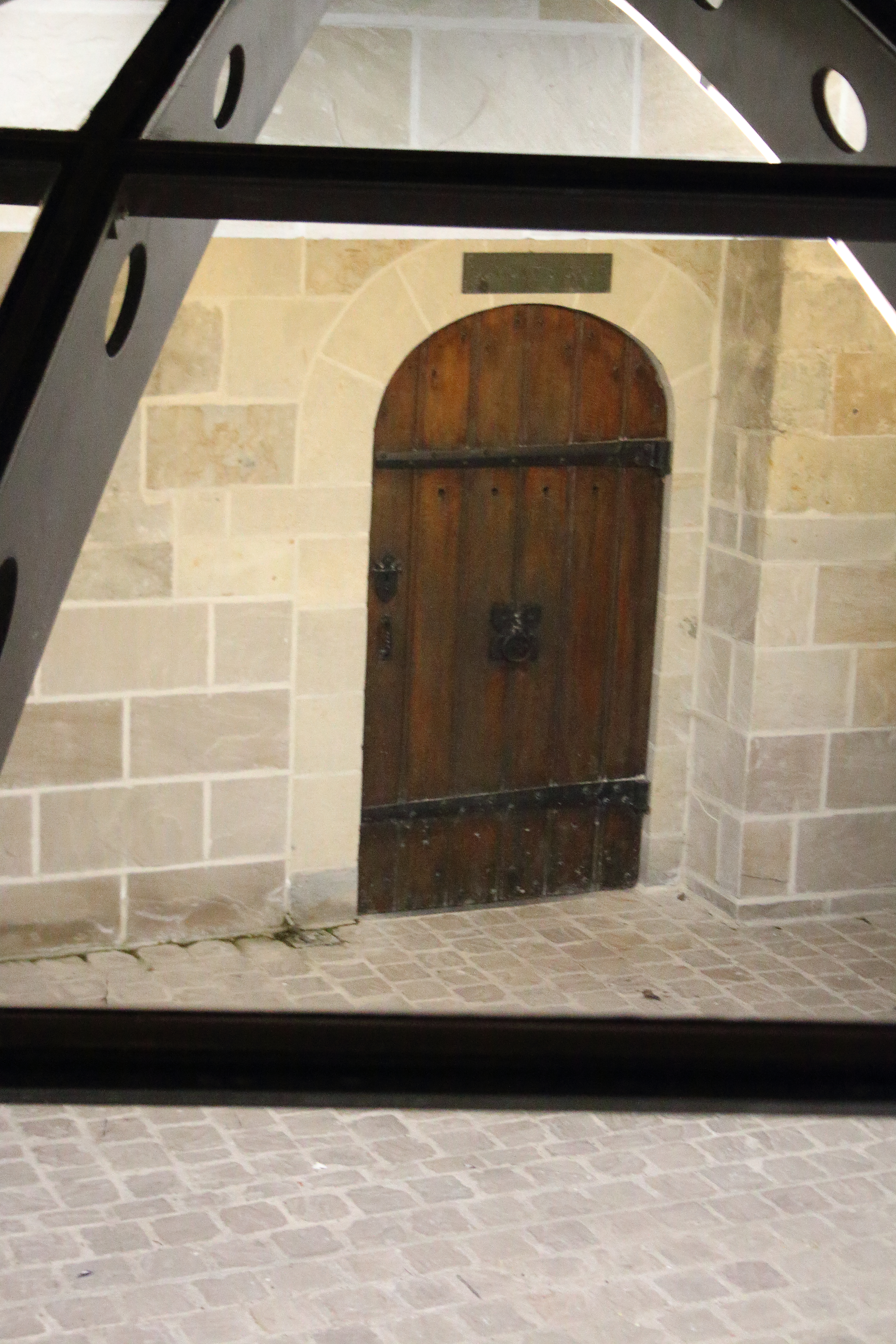
Koepel Egmontcrypte
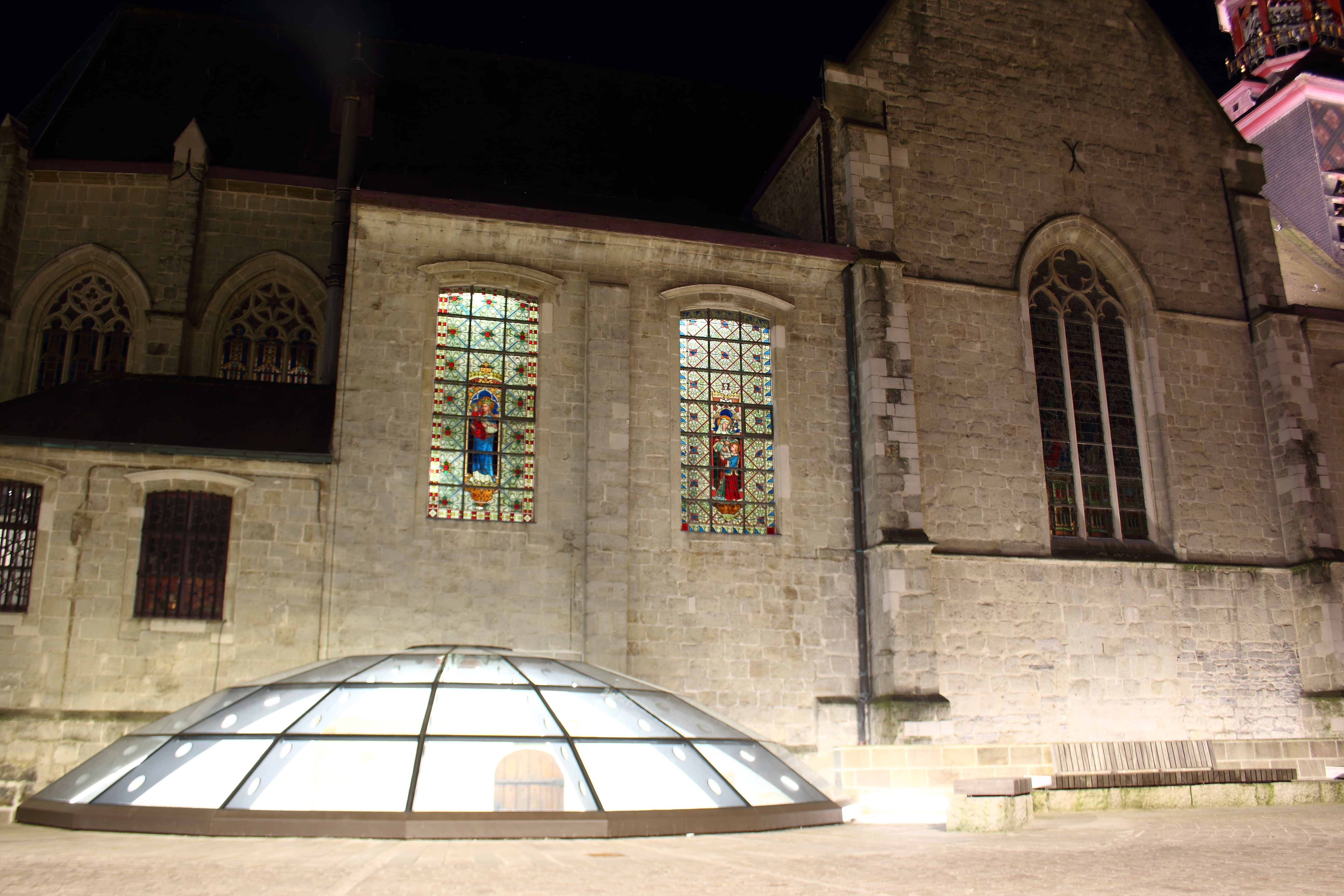
Onze-Lieve-Vrouw-Hemelvaartkerk en glazen koepel Egmontcrypte
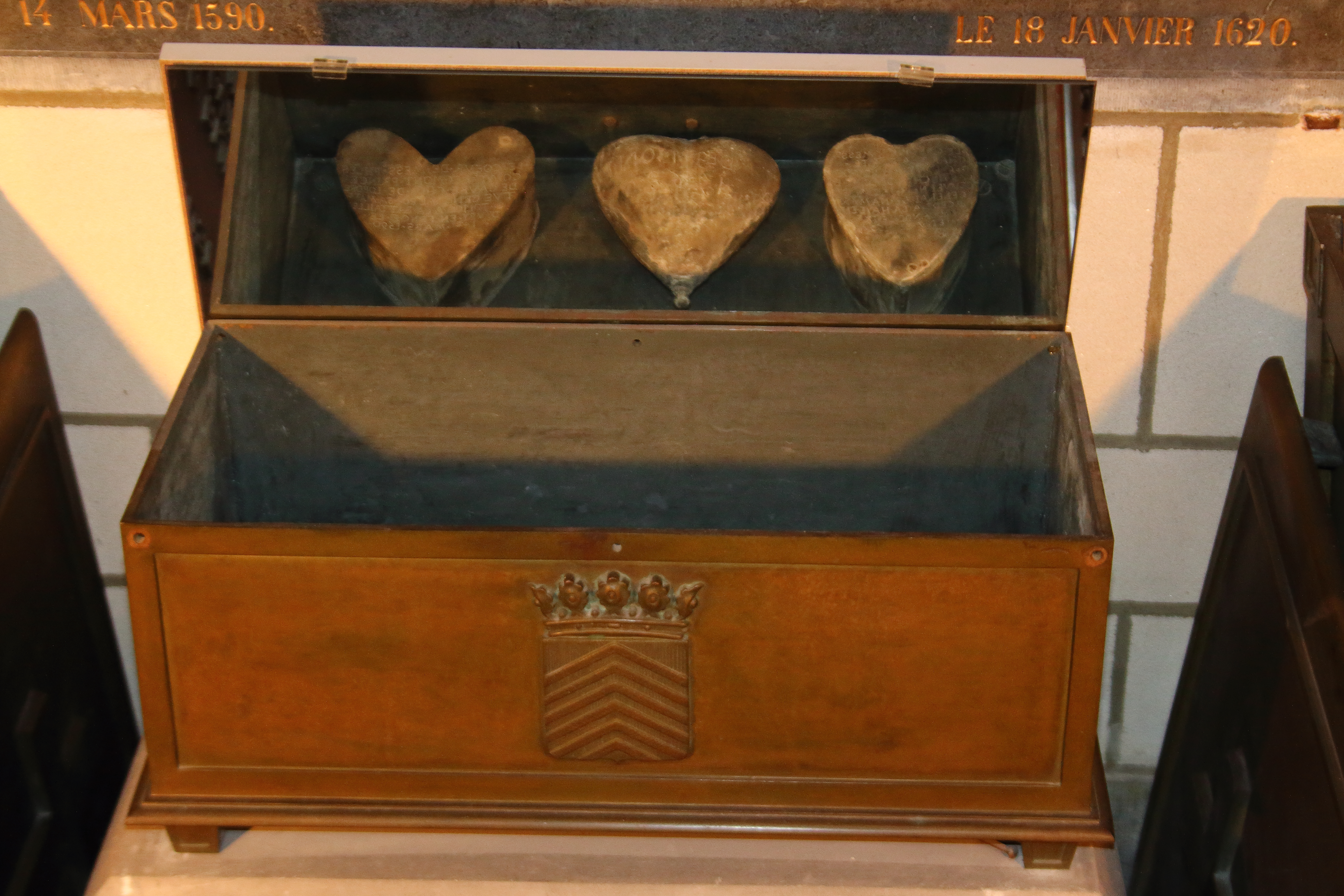
Loden kistjes voor de harten van Lamoraal, Filips en Karel
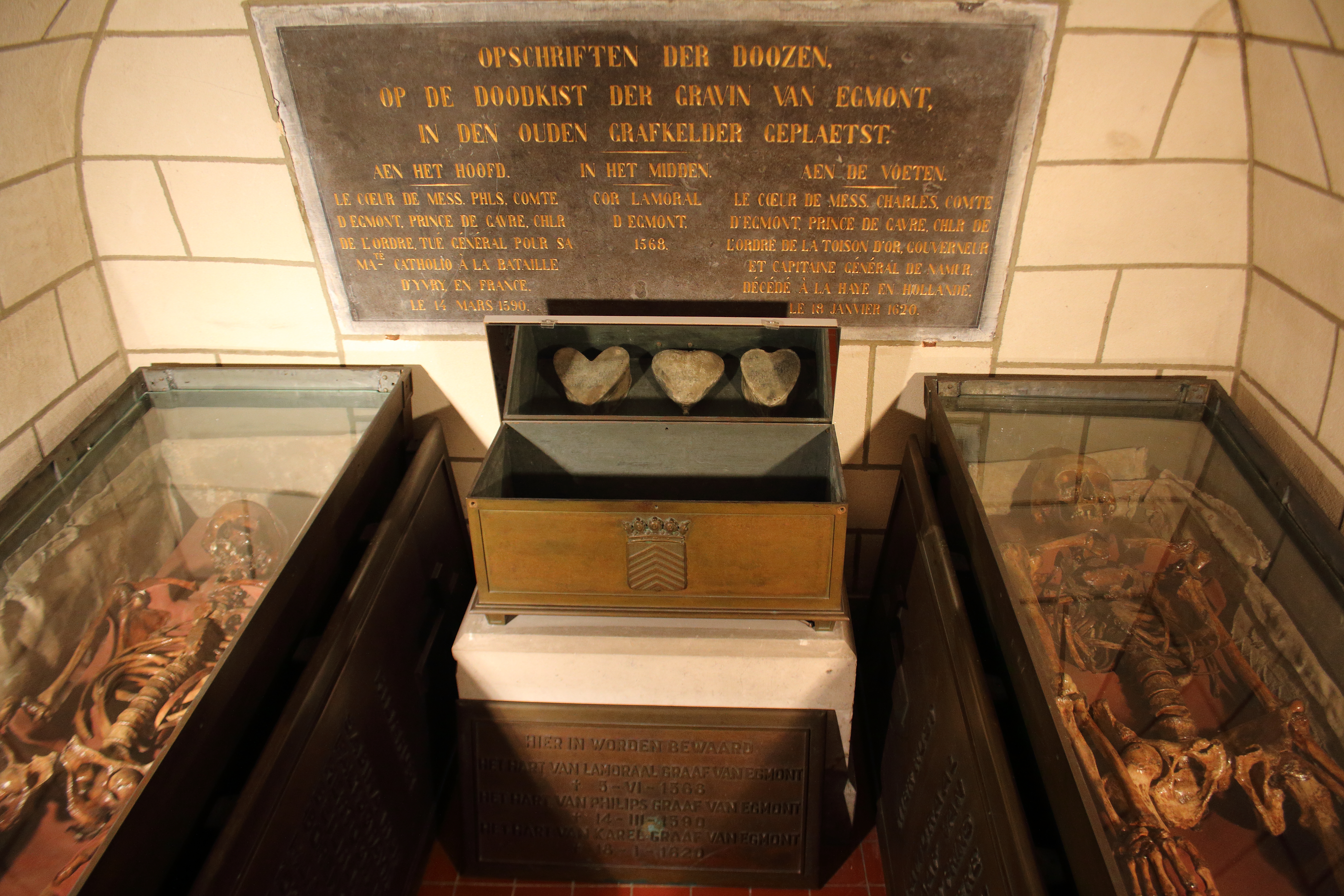
Skeletten van Lamoraal van Egmont en Sabina van Beieren
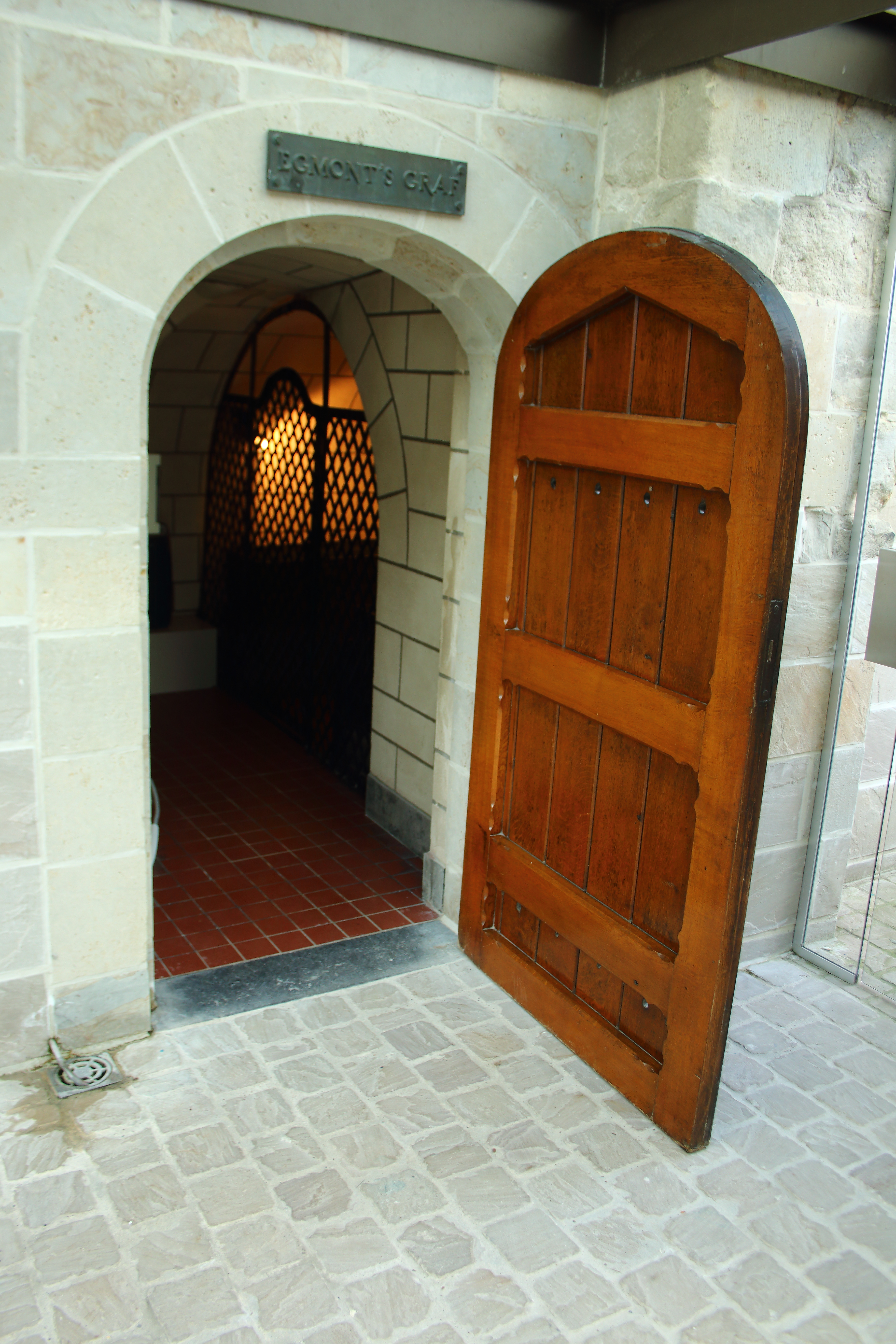
Toegangsdeur Egmontcrypte
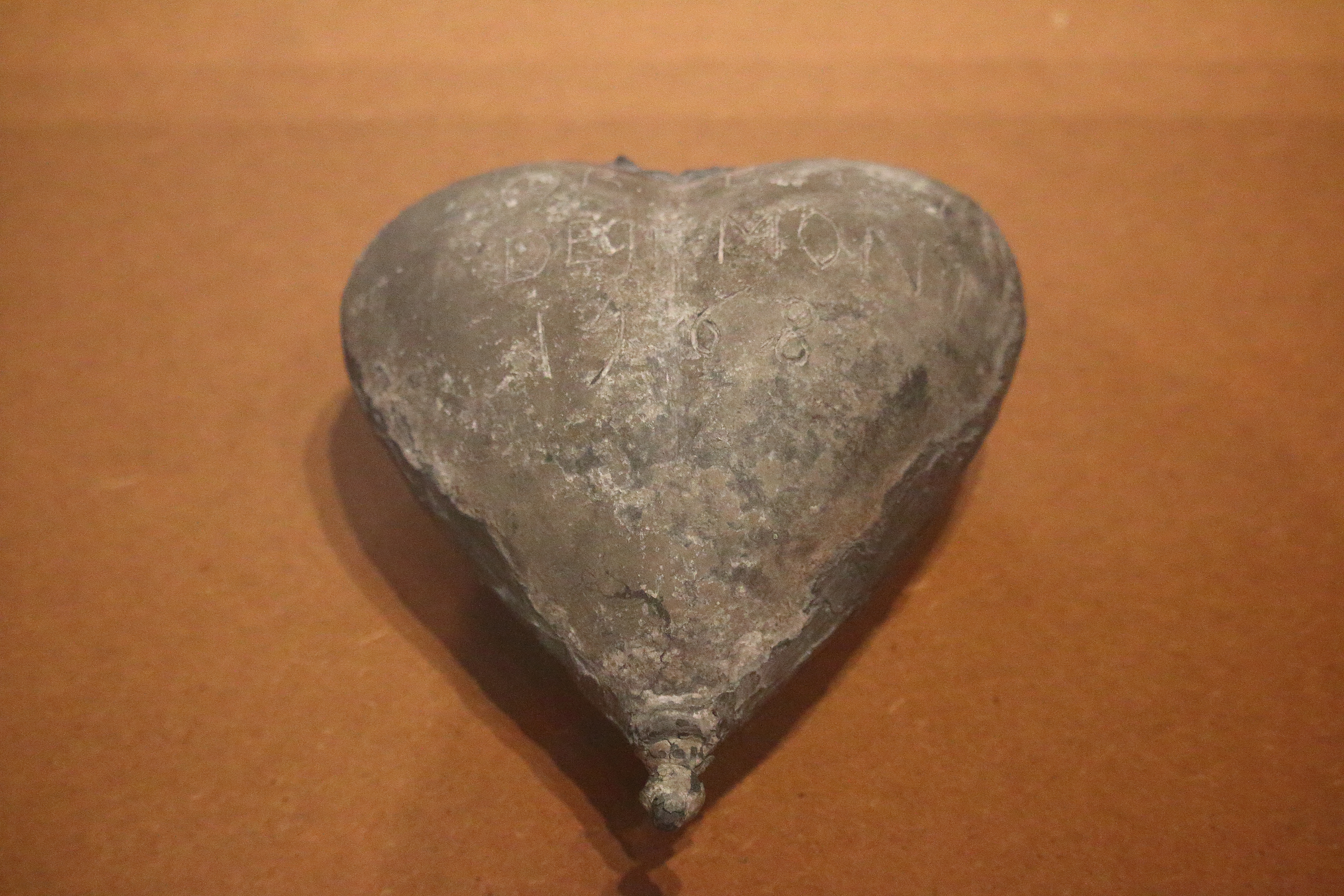
Loden kistje voor het hart van Lamoraal
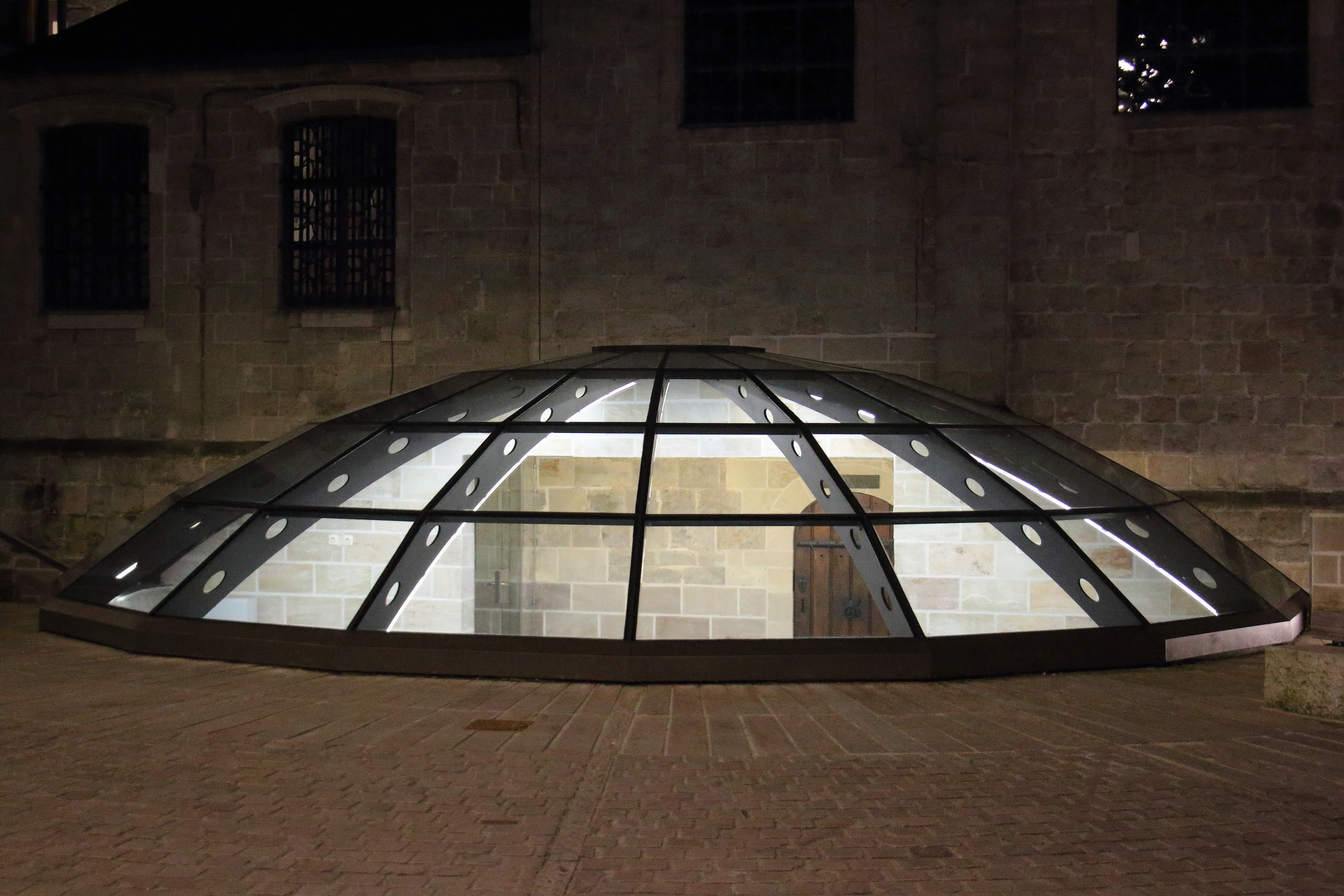
Glazen koepel Egmontcrypte
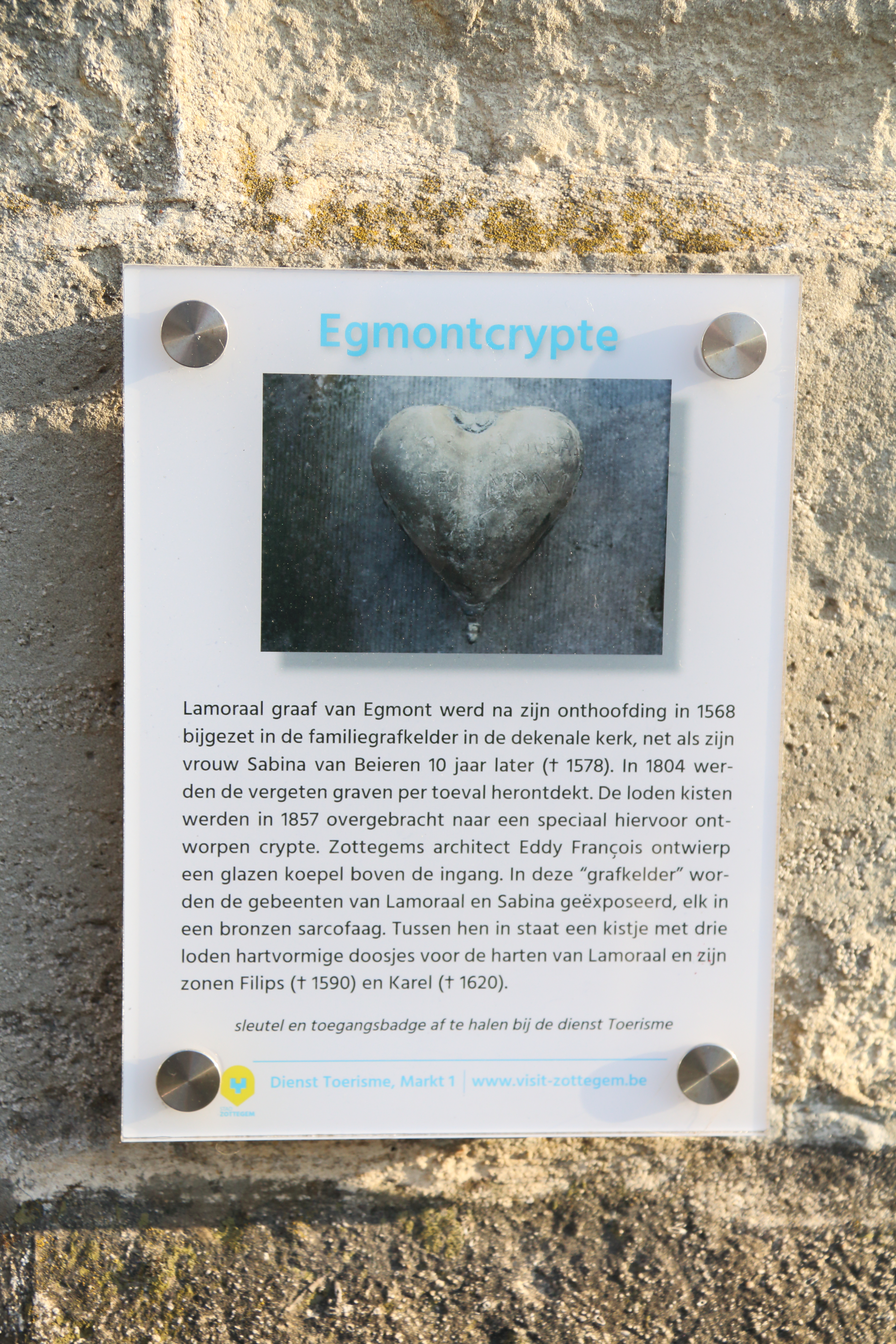
Infobord
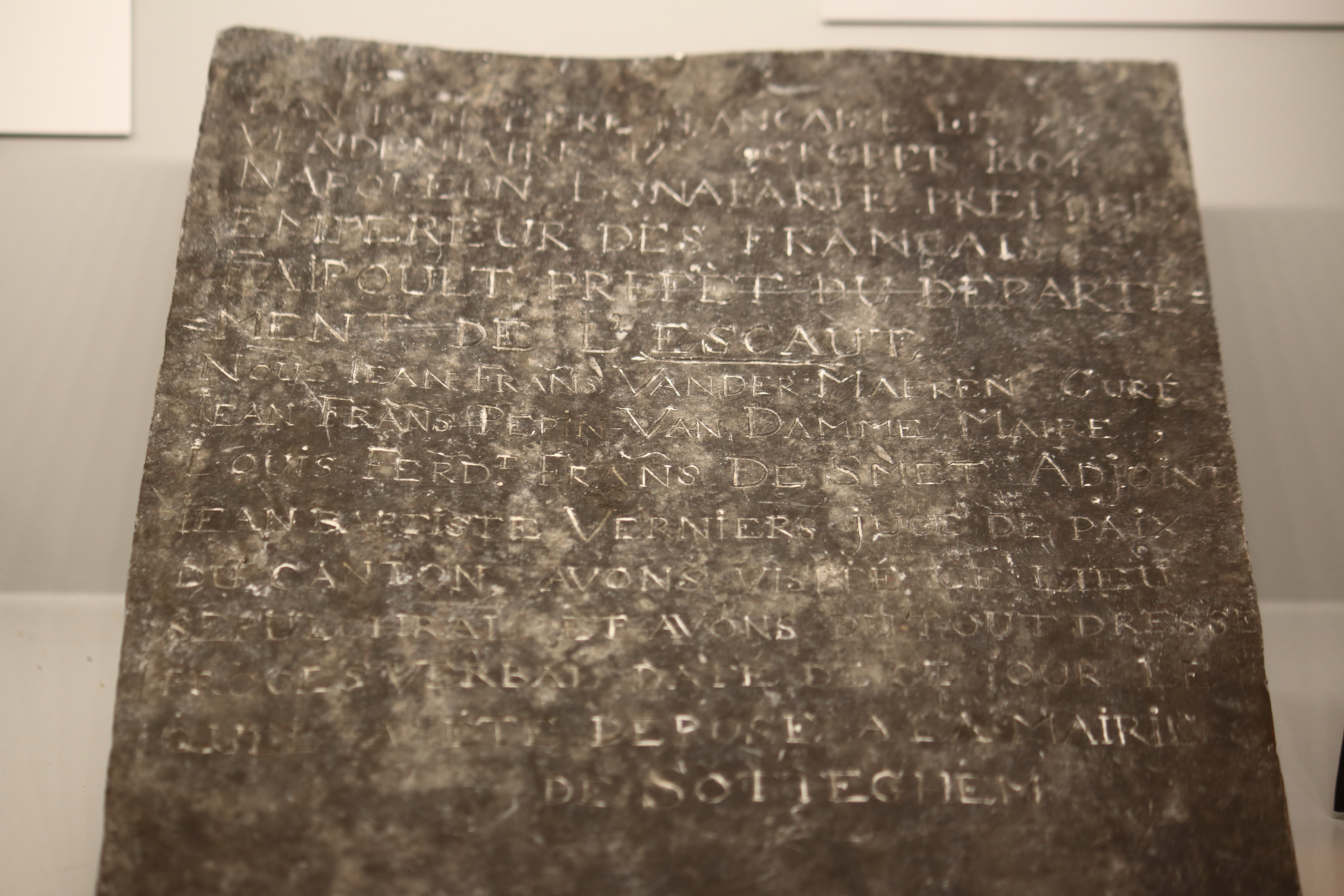
Loden plaat (geplaatst bij de herontdekking van de graven in 1804) uit de Egmontcrypte
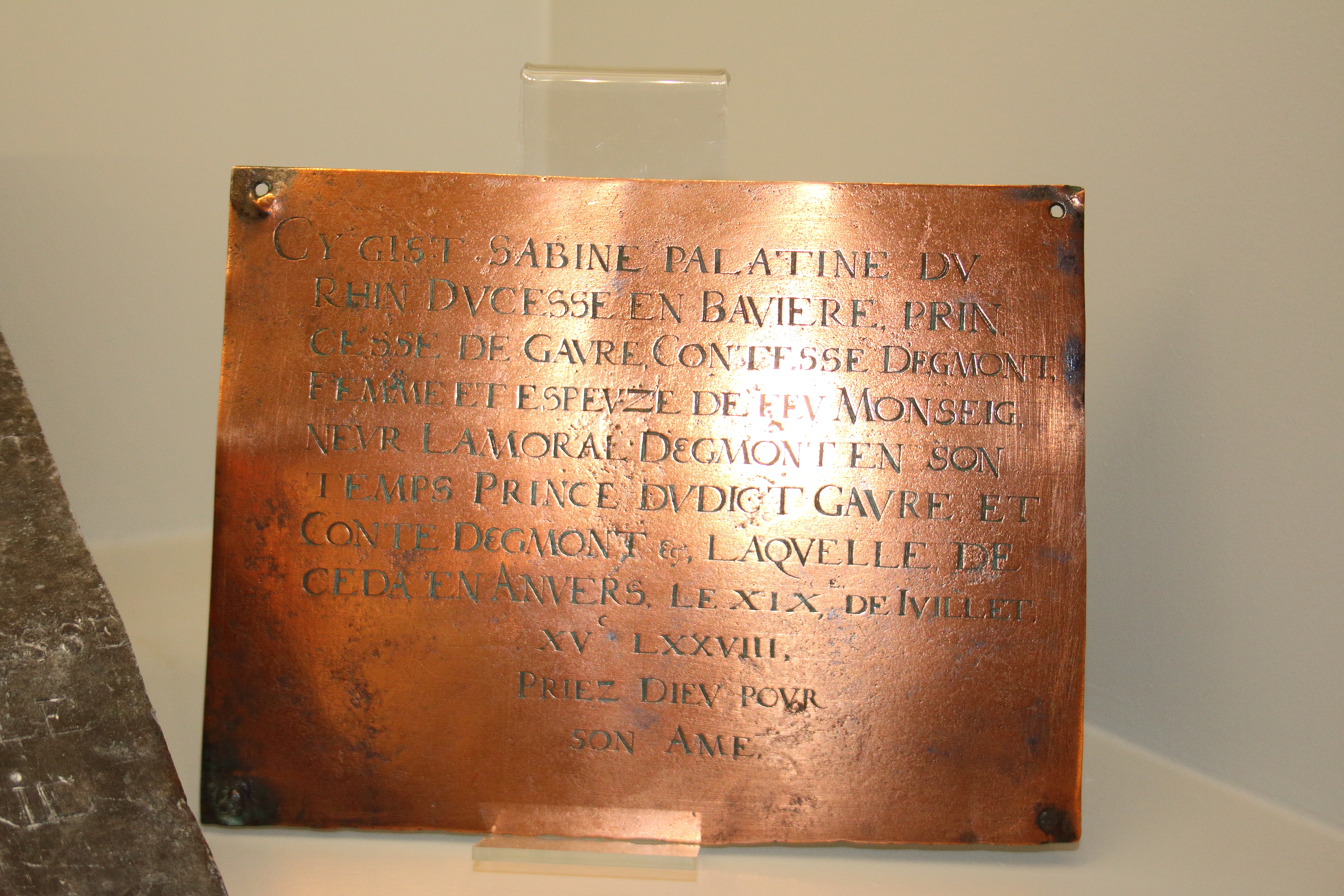
Koperen grafplaat Sabina van Beieren (1578) uit de Egmontcrypte